# Campeonato Chileno de Futebol de 2023 – Terceira Divisão
A Terceira Divisão do Campeonato Chileno de Futebol de 2023, também conhecida oficialmente como Campeonato Nacional da Segunda División de 2023, foi a 13.ª edição da Segunda División Profesional, competição masculina equivalente à terceira divisão do futebol chileno.
Em 8 de setembro de 2023, o Deportes Limache sagrou-se campeão da Segunda División Profesional [terceira divisão] do futebol chileno ao vencer como visitante o Real San Joaquín por 3–0 em jogo válido pela 22ª rodada. O clube alcançou 53 pontos com a vitória e assegurou a promoção inédita à Primera B [segunda divisão] faltando apenas 4 rodadas para o final da temporada.

## Visão geral
| Nome oficial do campeonato | Campeonato Nacional da Segunda División de 2023               |
| Organizadora               | Associação Nacional de Futebol Profissional (ANFP)            |
| Patrocinador               | —                                                             |
| Datas                      | Temporada regular: 10 de fevereiro — 14/15 de outubro de 2023 |

## Regulamento
A divisão de bronze do futebol chileno terá o mesmo regulamento da última temporada. Serão 14 equipes disputando o título no sistema de pontos corridos: três pontos por vitória, um por empate e zero por derrota. A competição dará apenas um acesso à segunda divisão de 2024: para o campeão da temporada.

### Promoção
A temporada será disputada pelos 14 clubes em dois turnos (jogos de ida e volta; turno e returno). Cada time fará 26 jogos, sendo 13 jogos como mandante e outros 13 como visitante. Ao final das 26 rodadas, a equipe que terminar na primeira posição será declarada campeã da Segunda División e obterá sua vaga na segunda divisão de 2024.

### Rebaixamento
As equipes que terminarem nas duas últimas posições da classificação final, serão rebaixadas automaticamente para a quarta divisão do Campeonato Chileno de Futebol de 2024.

### Critérios de desempate
Em caso de empate em pontos ganhos entre 2 (dois) ou mais clubes na fase regular, o desempate, para efeito de classificação final, será efetuado observando-se os critérios abaixo:
1. Saldo de gols;
2. Vitórias;
3. Gols pró (marcados);
4. Gols pró (marcados) como visitante;
5. Menos cartões vermelhos;
6. Menos cartões amarelos;
7. Sorteio.[7]

Em caso de empate em pontos ganhos na primeira posição, o desempate será efetuado observando-se os critérios abaixo:
1. Jogo único em campo neutro;
2. Saldo de gols;
3. Disputa por pênaltis.[7]

## Classificação
- Atualizado até 15 de outubro de 2023.

| Pos | Equipes             | Pts | J  | V  | E  | D  | GP | GC | SG  |
| --- | ------------------- | --- | -- | -- | -- | -- | -- | -- | --- |
| 1º  | Deportes Limache    | 61  | 26 | 18 | 7  | 1  | 45 | 18 | 27  |
| 2º  | Deportes Melipilla  | 47  | 26 | 14 | 5  | 7  | 41 | 28 | 13  |
| 3º  | Fernández Vial      | 40  | 26 | 10 | 10 | 6  | 26 | 19 | 7   |
| 4º  | San Antonio Unido   | 40  | 26 | 10 | 10 | 6  | 32 | 32 | 0   |
| 5º  | Lautaro de Buin     | 37  | 26 | 10 | 7  | 9  | 34 | 33 | 1   |
| 6º  | Provincial Osorno   | 34  | 26 | 9  | 7  | 10 | 27 | 28 | −1  |
| 7º  | Trasandino          | 34  | 26 | 8  | 10 | 8  | 32 | 35 | −3  |
| 8º  | Deportes Concepción | 31  | 26 | 9  | 4  | 13 | 31 | 36 | −5  |
| 9º  | General Velásquez   | 29  | 26 | 7  | 8  | 11 | 20 | 27 | −7  |
| 10º | Real San Joaquín    | 29  | 26 | 9  | 5  | 12 | 25 | 35 | −10 |
| 11º | Deportes Rengo      | 26  | 26 | 6  | 8  | 12 | 32 | 35 | −3  |
| 12º | Deportes Linares    | 25  | 26 | 6  | 7  | 13 | 27 | 37 | −10 |
| 13º | Iberia              | 22  | 26 | 9  | 5  | 12 | 37 | 35 | 2   |
| 14º | Deportes Valdivia   | 20  | 26 | 8  | 5  | 13 | 25 | 36 | −11 |

|  | 0Campeão da temporada e promovido para a segunda divisão de 2024 |
|  | 0Rebaixados para a quarta divisão de 2024                        |

| Fonte: ANFP (em castelhano) — Soccerway (em português) — Primera B (em castelhano) |

| Nota     |
| 1. 2. 3. |

## Premiação
| Segunda División Profesional de 2023 Terceira Divisão do Campeonato Chileno de Futebol |
| -------------------------------------------------------------------------------------- |
| Club de Deportes Limache Campeão (1º título da terceira divisão)                       |